# Amifontaine
Amifontaine este o comună din Franța situată în departamentul Aisne din regiunea Hauts-de-France .